# Стенка (Львовская область)
Стенка (укр. Стінка) — село в Золочевской городской общине Золочевского района Львовской области Украины.
Население по переписи 2001 года составляло 147 человек. Занимает площадь 0,562 км². Почтовый индекс — 80732. Телефонный код — 3265.